# シリア組曲
シリア組曲（シリアくみきょく、Suite Syrienne）は、ディア・スッカリが作曲したピアノ作品である。楽譜はEditions Jobertから1976年に出版されている。
「ニダ (Nida)」「サマー (Samah)」「ダブケ (Dabké)」の3曲から構成される。スッカリの他の作品と同様に、アラブ風の主題を用いていること、調性の枠は大きく逸脱せずに短二度や長二度といった音程を多用していることが特徴的である。

## 楽曲構成

### 第1曲 ニダ (Nida)
非常に即興的で自由な曲想であり、楽譜の音の密度も非常に薄いのが特徴的である。アラブ風の旋律が使われてはいるものの、ほとんど無調である。演奏時間は約4分半。

### 第2曲 サマー (Samah)
10/8拍子で書かれており、ゆったりとしたテンポの、民謡のような旋律を基にして展開される。調性は明確である(ヘ短調)。スッカリの公式サイトでは、管弦楽編曲されたものを聴くことができる。演奏時間は約7分。現在視聴できる唯一の音源である、スッカリの作品に多く取り組んでいるピアニスト、Riyad Nicolasの演奏をYoutubeで聴くことができる(https://www.youtube.com/watch?v=eauo4FPWYTc)。

### 第3曲 ダブケ (Dabké)
ソナタ形式で書かれており、急速なテンポの舞曲風の第1主題と、比較的穏やかな民謡のような第2主題を持つ。提示部、再現部ともに、第1主題はイ長調、第2主題はイ短調で書かれているが、展開部や終結部などでは、部分的に無調となる。展開部は比較的長く、展開部で新たに登場するアラブ風の主題なども基にして、かなり自由に展開される。演奏時間は約9分。